# Encratisme
Encratisme of enkratisme (van het Oudgriekse enkrateia, onthouding, zelfbeheersing) is een vorm van rigoureuze ascese. Het is een algemene benaming voor vroeg-christelijke (2e-4e eeuw) ketterse sekten die extreem ascetische levensopvattingen hadden. In het bijzonder werden diegenen die het gebruik van wijn verboden of het huwelijk afwezen als encratieten aangeduid. De apocriefe geschriften zijn vooral in deze groeperingen ontstaan.
De stroming heeft lange tijd binnen de christelijke kerk bestaan en is vooral in het Aramese en Syrische christendom van grote invloed geweest. Van Syrië naar Egypte en vandaar als monnikswezen verspreidde het zich over de hele christelijke wereld.
Het grootste gedeelte van het derde boek van de Stromateis van Clemens van Alexandrië beschrijft de opvattingen van de encratieten, een factie binnen de kerk in Alexandrië. Volgens hen was het huwelijk, onder het Oude Testament geoorloofd, sinds Christus afgeschaft. In feite was het verschil met de katholieke christenen dat zij het huwelijk afschaften, terwijl de katholieken het gedoogden, om kinderen te verwekken.
Na de ontdekking van de Dode Zee-rollen bij Qumran in 1947 heeft men weleens geopperd dat encratisme een erfenis van de Essenen zou zijn. Sommige onderzoekers zien dit dan ook als een joods-christelijke beweging met wortels in het oerchristendom.